# Видиковац Козја стена
Видиковац Козја стена се налази изнад пута Перућац—Митровац, око три километра северно од Митровца на Тари.
Видиковац се налази на надморској висини од 962 метра и уздиже се око 700 метара изнад реке Дрине. Стаза ка видиковцу није уређена ни обележена, као ни стаза до Козје пећине која се налази испод њега. Овај видиковац се погрешно изједначава се Видиковцем Бањска стена, који је у близини, одакле се сагледавају исти предели.
Козја пећина се налази испод видиковца на 920 м.н.в и око 40 метара испод њега и на највишем делу кањона Дрине. Од Митровца је удаљена око три километра према северу.